# Werner Merzbacher
Werner Merzbacher (geboren 11. Juni 1928 in Öhringen, Baden-Württemberg, heimatberechtigt in Kilchberg; gestorben 5. Oktober 2024 in Zürich) war ein Schweizer Pelzhändler und Kunstsammler deutscher Herkunft, welcher auch die US-amerikanische Staatsangehörigkeit besaß. Merzbacher ist zudem für seine Kunstsammlung bekannt, die zu den bedeutendsten privaten Kollektionen der Welt gehört. Seit dem Herbst 2021 sind im Erweiterungsbau des Kunsthauses Zürich 65 Werke der „Werner-und-Gabrielle-Merzbacher-Sammlung“ als Dauerleihgabe zu sehen. Nach seinem Vater ist die Merzbacherstraße in Öhringen benannt.

## Leben

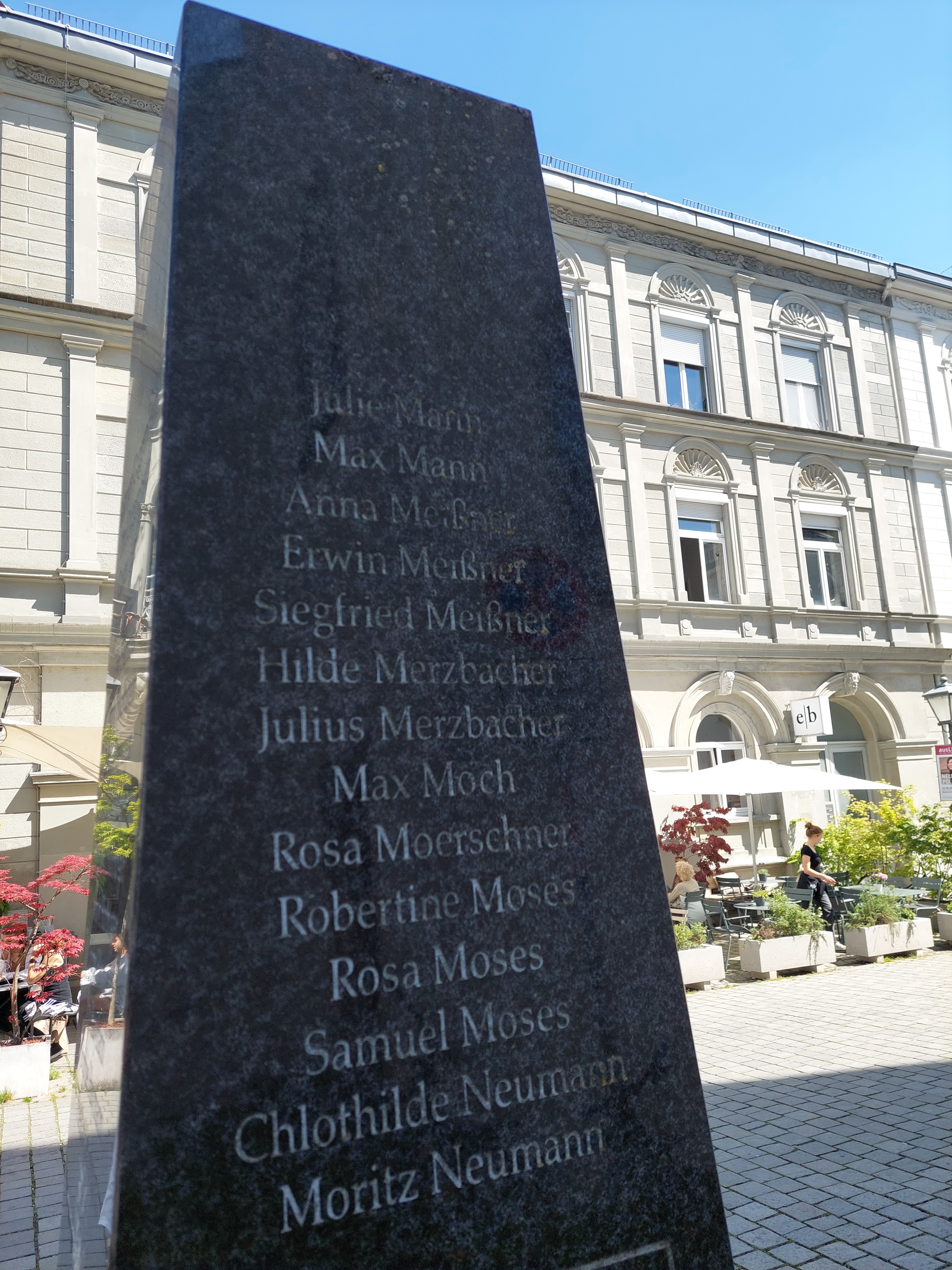
Deportation der Eltern 1940

### Kindheit
Werner Merzbacher war der zweite Sohn des Arztes Julius Merzbacher (1890–1943) und seiner Frau Hilde, geb. Haymann (1898–1943). Er war der jüngere Bruder des Holocaust-Waisen Rolf Merzbacher und wuchs in Öhringen auf.
Sein jüdischer Vater durfte nach der Machtergreifung der Nationalsozialisten 1933 und dem Berufsverbot für Ärzte oder Rechtsanwälte gemäß „Frontkämpferprivileg“ als Weltkriegsteilnehmer und Ordensträger des Ritterkreuzes des Friedrichs-Ordens seine Arztpraxis zunächst noch fortführen. Ende 1937 wurde er in Heilbronn zu einer zweimonatigen Gefängnisstrafe verurteilt, nachdem er auf eine antisemitische Provokation eines HJ-Pimpfes mit Ohrfeigen und Stockschlägen reagiert hatte.
Rolf und Werner Merzbacher wurden bei den Grosseltern Ida und Jakob Haymann in Konstanz untergebracht. Die Eltern gaben die Arztpraxis in Öhringen auf und zogen nach Konstanz. Julius Merzbacher wurde dort nach der Reichspogromnacht im November 1938 verhaftet und einen Monat lang im KZ Dachau festgehalten.
Die Eltern bereiteten in Konstanz die Auswanderung der Familie in die Vereinigten Staaten vor und bemühten sich um die dafür erforderlichen Einreisepapiere. Das war ihnen bis 1940 aber noch nicht gelungen. Als nun die Deutschen das eroberte Elsass-Lothringen und den Reichsgau Baden „judenfrei“ machten und die dort lebenden Juden in der Wagner-Bürckel-Aktion am 22. Oktober 1940 in das Camp de Gurs in Südfrankreich deportierten, war darunter neben den Eltern auch die Konstanzer Grossmutter, während den Geschwistern der Mutter die Flucht über die Schweiz gelang. 
Merzbachers Eltern wurden im September 1942 in das Camp de Rivesaltes und im Oktober 1942 in das Sammellager Drancy verlegt. Mit dem 51. Transport wurden sie am 6. März 1943 von dort in das KZ Majdanek transportiert und wurden dort Opfer des Holocaust. Es verliert sich von da an jede Spur, ihr Tod wird später auf den 31. März 1943 amtlich festgesetzt.

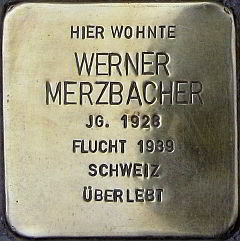
Stolperstein in Konstanz

Rolf Merzbacher besuchte ab 1937 in der Schweizer Nachbarstadt Kreuzlingen die Primarschule und war dort bei einer Schweizer Familie untergebracht. Werner Merzbacher durfte am 16. Februar 1939 mit einer Gruppe jüdischer Kinder in die Schweiz einreisen und wurde in Zürich von zwei Damen christlich erzogen. Er bekam ein Stipendium für die Kantonale Handelsschule Zürich, jobbte als Statist und Stühleaufsteller beim Schauspielhaus Zürich und stellte sich eine Karriere als Filmregisseur vor.

### Emigration in die USA
Da die Schweiz Werner Merzbacher und seinem erkrankten Bruder auch noch nach Kriegsende die Einbürgerung verweigerte, emigrierte er 1949 in die USA. Er heiratete 1951 Gabrielle Mayer. Nachdem er seinen Militärdienst in Alaska abgeleistet hatte, arbeitete er im Lederhäutehandel. Er wechselte bald in den Pelzhandel und entdeckte dort sein Talent für Finanzgeschäfte. Er trat als Partner in die Firma des in der Branche bekannten New Yorker Pelzhändlers Max Pick ein. Nach dem Tod von Max Pick wurde er Teilhaber des Schweizer Unternehmens Mayer & Cie.

### Zürich und Zug
Im Jahr 1964 zog das Paar mit seinen drei Kindern in die Schweiz zurück. Mayer & Cie. avancierte im Wirtschaftsaufschwung der Nachkriegsjahre zu einem der führenden Adressen im internationalen Pelzgeschäft, wesentlich auch durch den Einsatz von Werner Merzbacher. In Zürich trat er als Partner in die Firma Mayer & Cie. ein, die von seinem Schwiegergrossvater, dem Kunstfreund und Mäzen Bernhard Mayer, gegründet worden war; 1989 wurde er Alleininhaber der Gesellschaft. Während der späten 1960er und der 1970er Jahre entwickelte sich das Unternehmen zu einer Drehscheibe im internationalen Pelzhandel mit Jahresumsätzen in dreistelliger Millionenhöhe.
In Zürich war Werner Merzbacher 2004 Inhaber der Einzelhandelsfirma A. C. Bang, direkt neben dem edlen Hotel Baur au Lac gelegen, ein Ableger des Kopenhagener Pelzhauses A. C. Bang. Dort war sein erster Schweizer Firmensitz. Drei von fünf Etagen der geräumigen Geschäftsimmobilie in der Dianastrasse im Zürcher Selnau-Quartier nutzte Merzbacher zu jener Zeit bereits nicht mehr selbst, sie waren an eine Bank weitervermietet worden. Sein Hauptbetrieb war ab 1997, mit der Pelzhandelsgesellschaft, der Mayer & Cie. in Zug. Der aktuelle Jahresumsatz wurde zu der Zeit noch auf sechs bis sieben Millionen Franken beziffert. Im Kanton Zug befindet sich auch die Mayer & Cie. Finanz AG, über die er seine Geldtransaktionen abwickelte.
In Öhringen wurde 1991 eine Strasse nach seinem Vater benannt, Merzbacher besuchte aus diesem Anlass seine Vaterstadt – nachdem es zuvor aus Anlass der Benennung zu kontroversen Debatten im Gemeinderat gekommen war. In Konstanz in der Schottenstrasse 75 wurden 2011 für Mitglieder der Familien Haymann und Merzbacher Stolpersteine verlegt.
Werner Merzbacher starb am 5. Oktober 2024 im Alter von 96 Jahren in Zürich.

## Kunstsammlung
Werner Merzbacher und Gabrielle Merzbacher-Mayer begannen in den 1960er Jahren, eine Kunstsammlung nach eigenen Vorlieben aufzubauen, beim Ankauf spielte für Merzbacher die Anmutung durch Farbe die Hauptrolle.
Drei Bilder der gemeinsamen Kunstsammlung stammen aus dem Erbe des Pelzkaufmanns Bernhard Mayer (1866–1946), dem Grossvater Gabrielle Mayers, der 1941 den Grossteil seiner Sammlung bei der Flucht vor der deutschen Judenverfolgung in die USA retten konnte. Bernhard Mayer hatte in den 1920er Jahren angefangen, eine Sammlung aus der Gegenwartskunst aufzubauen.
Merzbacher war auch ehrenamtlich in der Sammlungskommission des Kunsthauses Zürich tätig und im Vorstand der Vereinigung Zürcher Kunstfreunde. Das Ehepaar stiftete 1986 dem Israel-Museum in Jerusalem die „Dr. Julius and Hilde Merzbacher Gallery for Israeli Art“.

Bilder aus der Werner-und-Gabrielle-Merzbacher-Sammlung
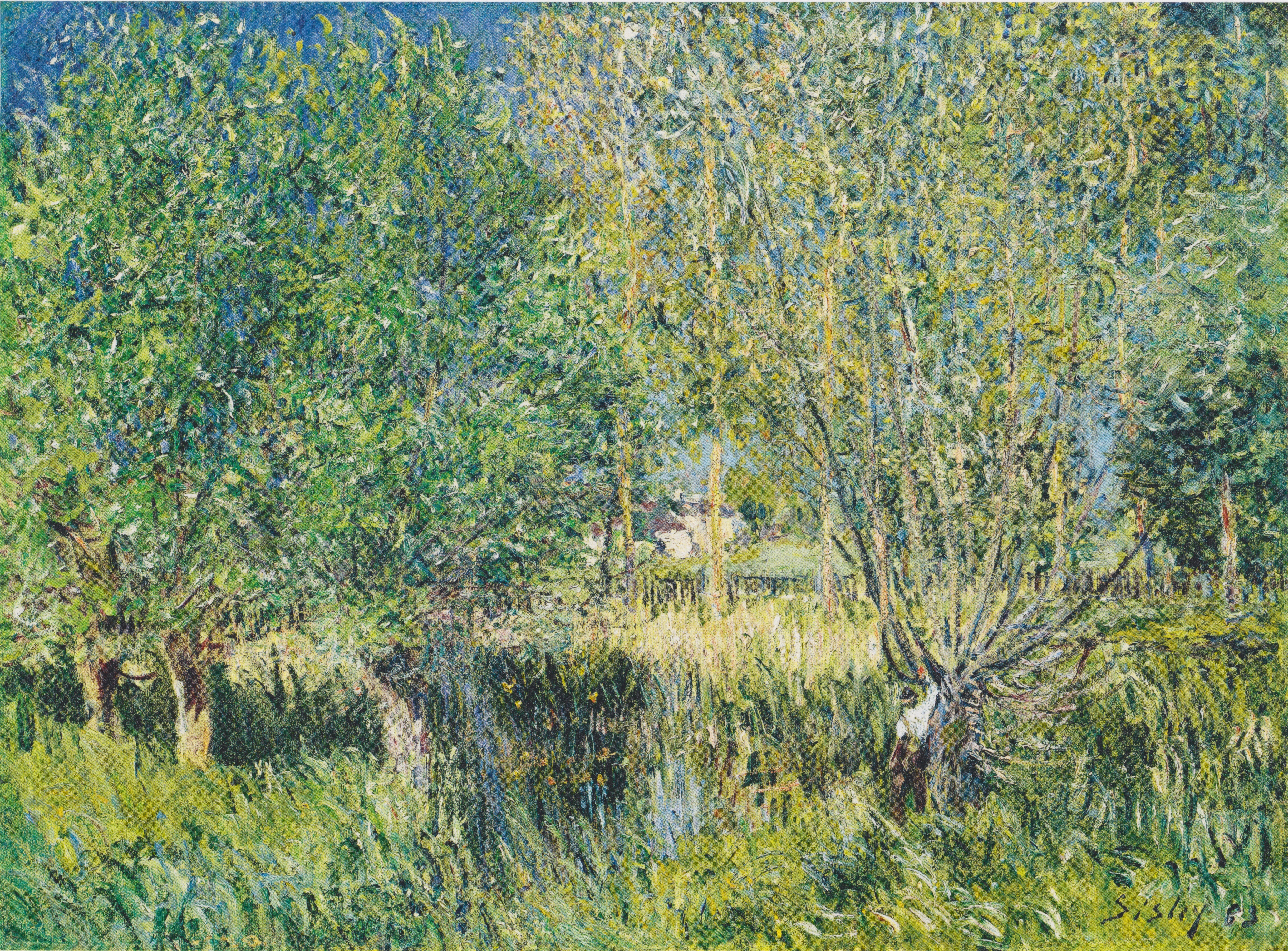
Alfred Sisley: Weiden am Ufer der Orvanne
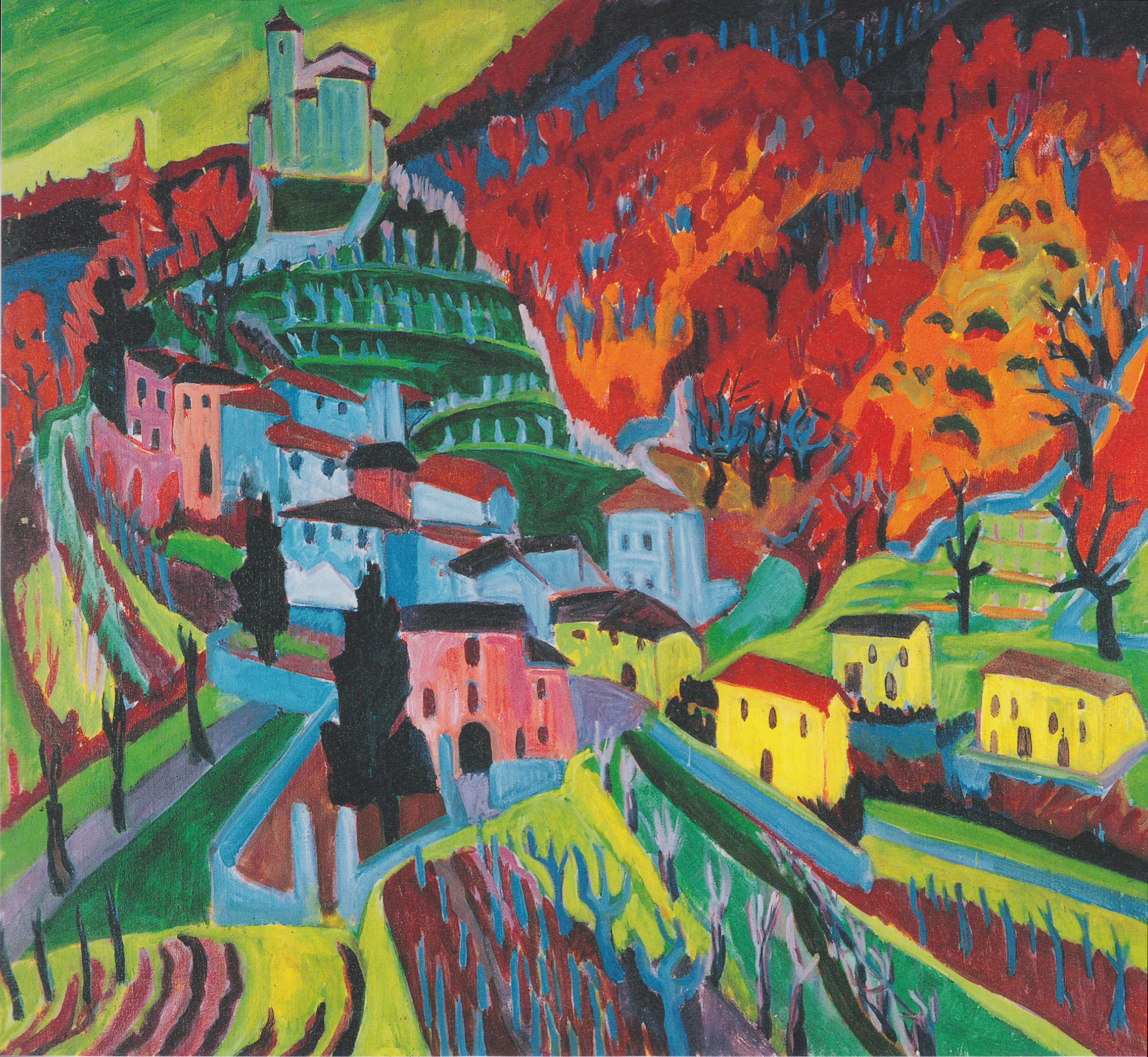
Hermann Scherer: Mendrisiotto mit Kirche von Obino
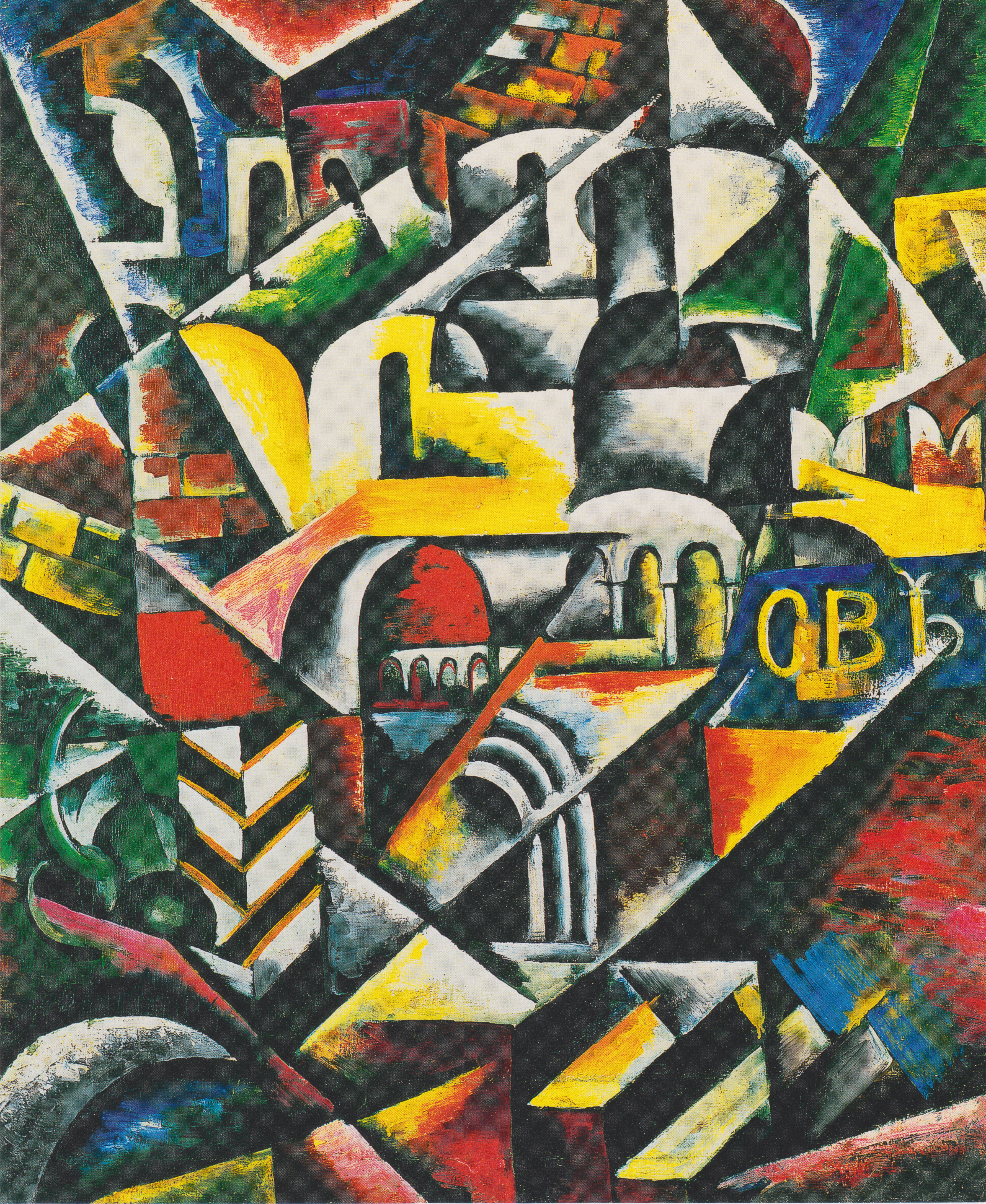
Ljubow Popowa: Kubistische Stadtlandschaft
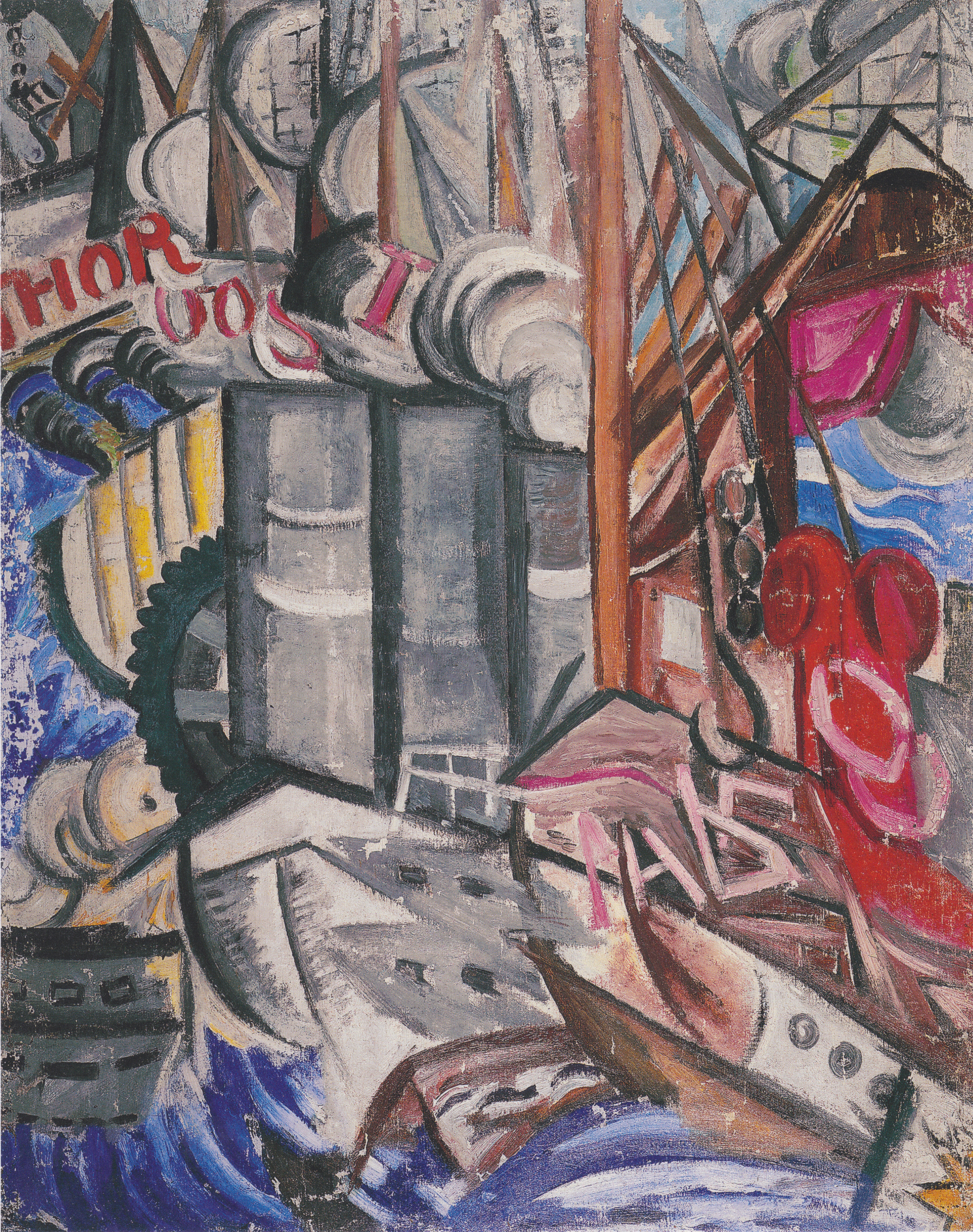
Olga Rozanova: Der Hafen
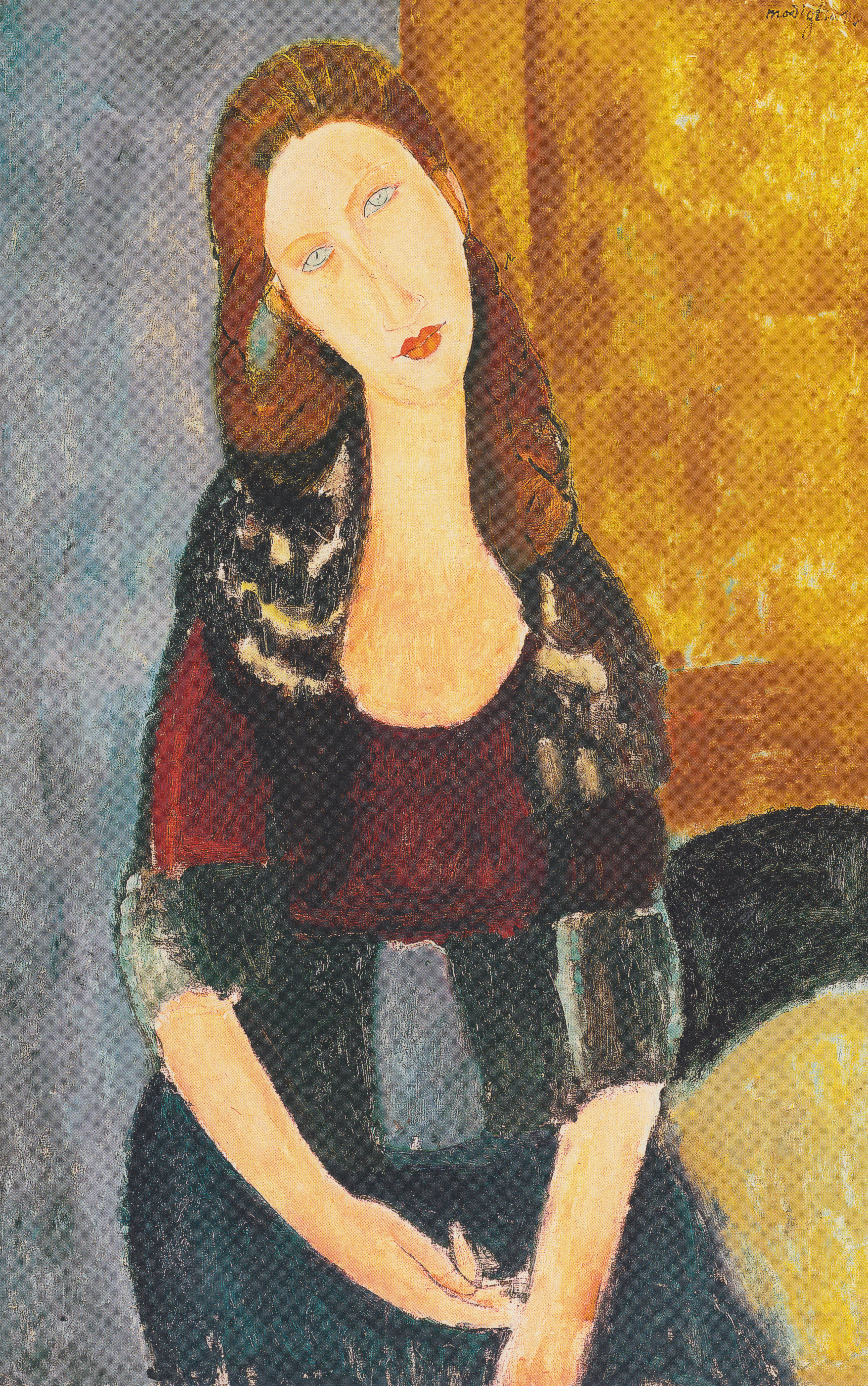
Amedeo Modigliani: Jeanne Hebuterne
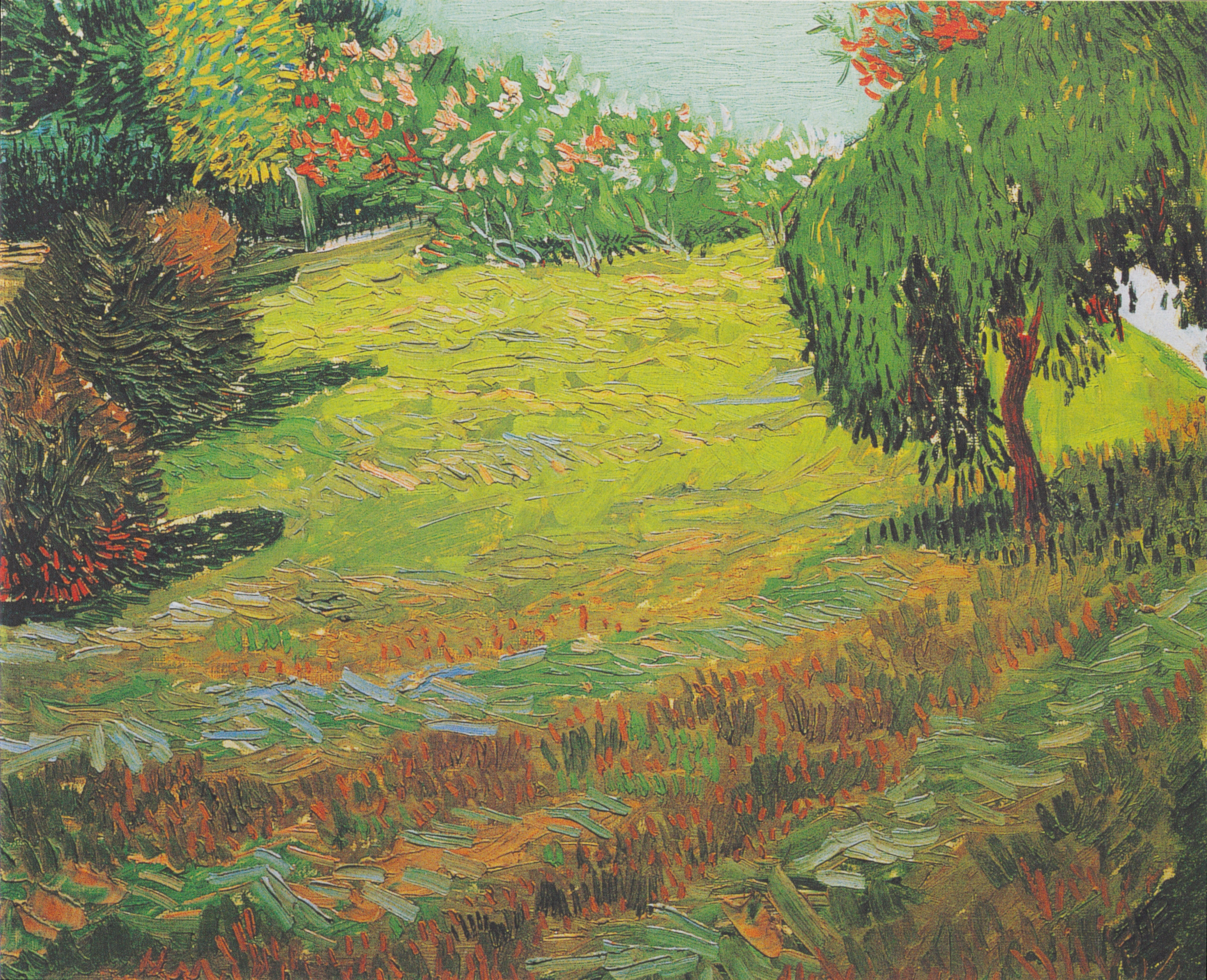
Vincent von Gogh: Garten mit Trauerweide
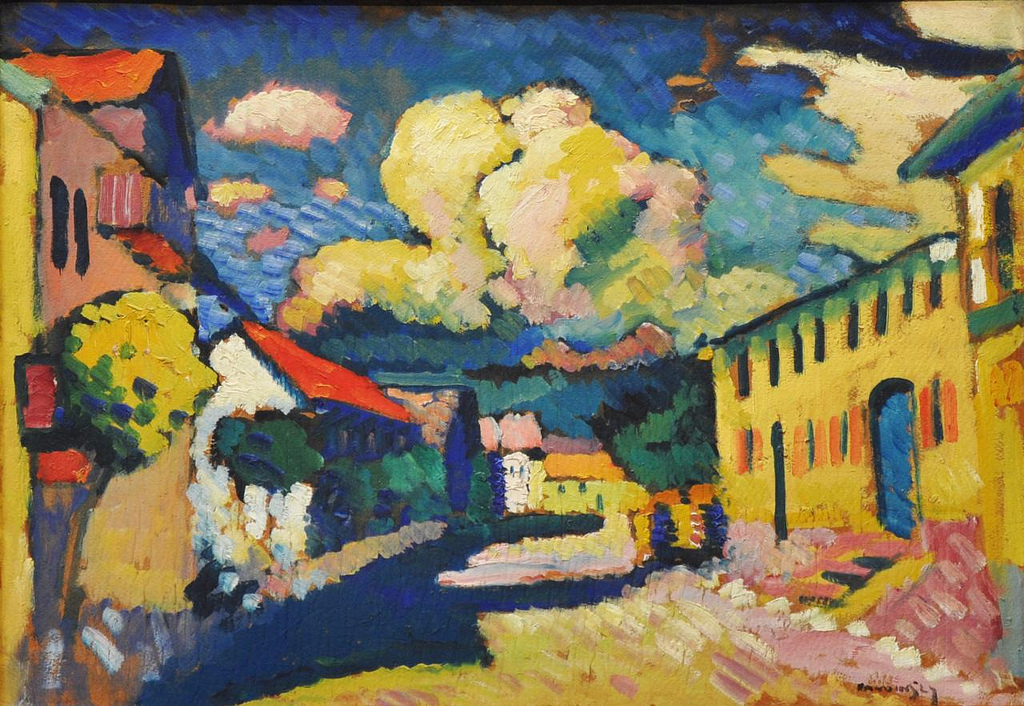
Vassily Kandinsky: Dorfstrasse in Murnau (1908)
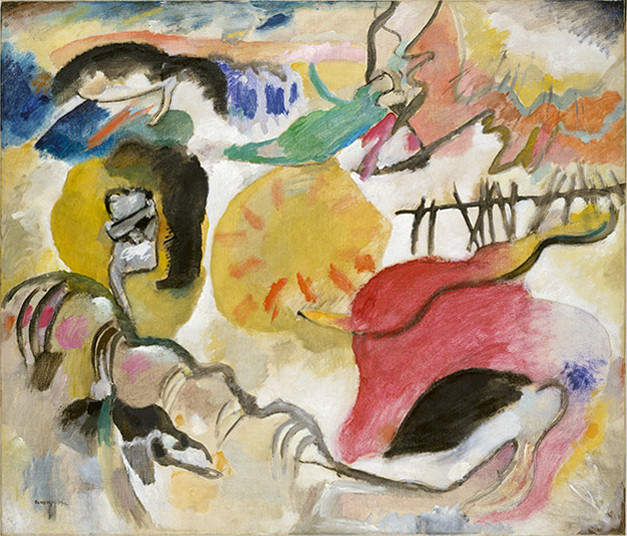
Vassily Kandinsky: Improvisation 27, Liebesgarten II (1912)

Hinweis: Es können hier nur gemeinfreie Bilder gezeigt werden, also nicht vor Ablauf der Schutzfrist Bilder von zum Beispiel Pablo Picasso, Natalija Gontscharowa.

### Werner-und-Gabrielle-Merzbacher-Sammlung

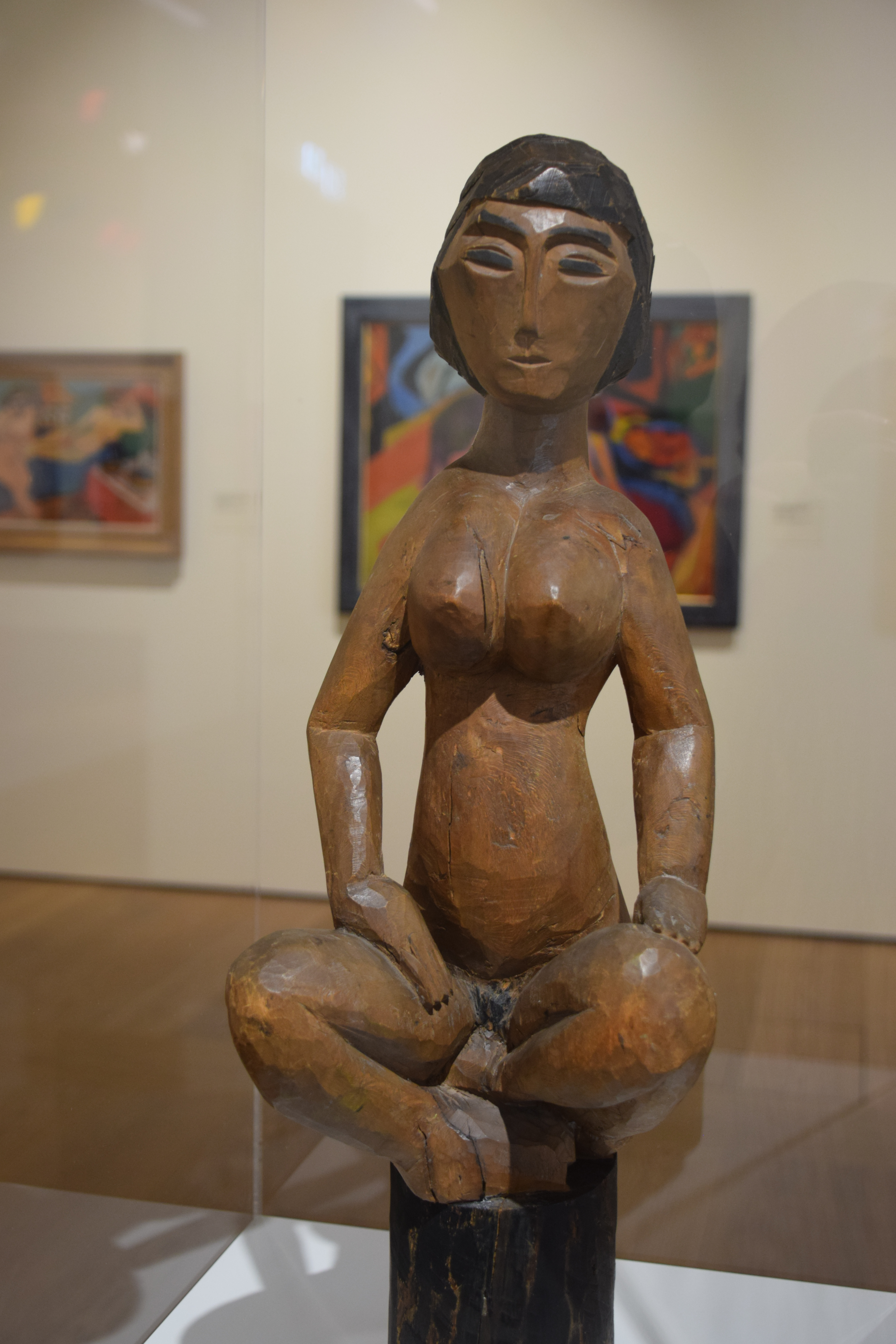
Nackte, mit untergeschlagenen Beinen sitzende Frau von Ernst Kirchner, 1912

Im Erweiterungsbau des Kunsthauses Zürich sind seit dem Herbst 65 Werke der „Werner-und-Gabrielle-Merzbacher-Sammlung“ ausgestellt, darunter Arbeiten von Max Beckmann, Umberto Boccioni, Georges Braque, Alexander Calder, Paul Cezanne, Sonja Delaunay-Terk, André Derain, Alexandra Exter, Sam Francis, Vincent van Gogh, Natalia Gontscharowa, Alexej von Jawlensky, Wassily Kandinsky, Ernst Ludwig Kirchner, Paul Klee, František Kupka, Fernand Léger, Kasimir Malewitsch, Henri Matisse, Gabriele Münter, Ernst Wilhelm Nay, Pablo Picasso, Emil Nolde, Ljubow Popova, Olga Rozanova, Maurice de Vlaminck.

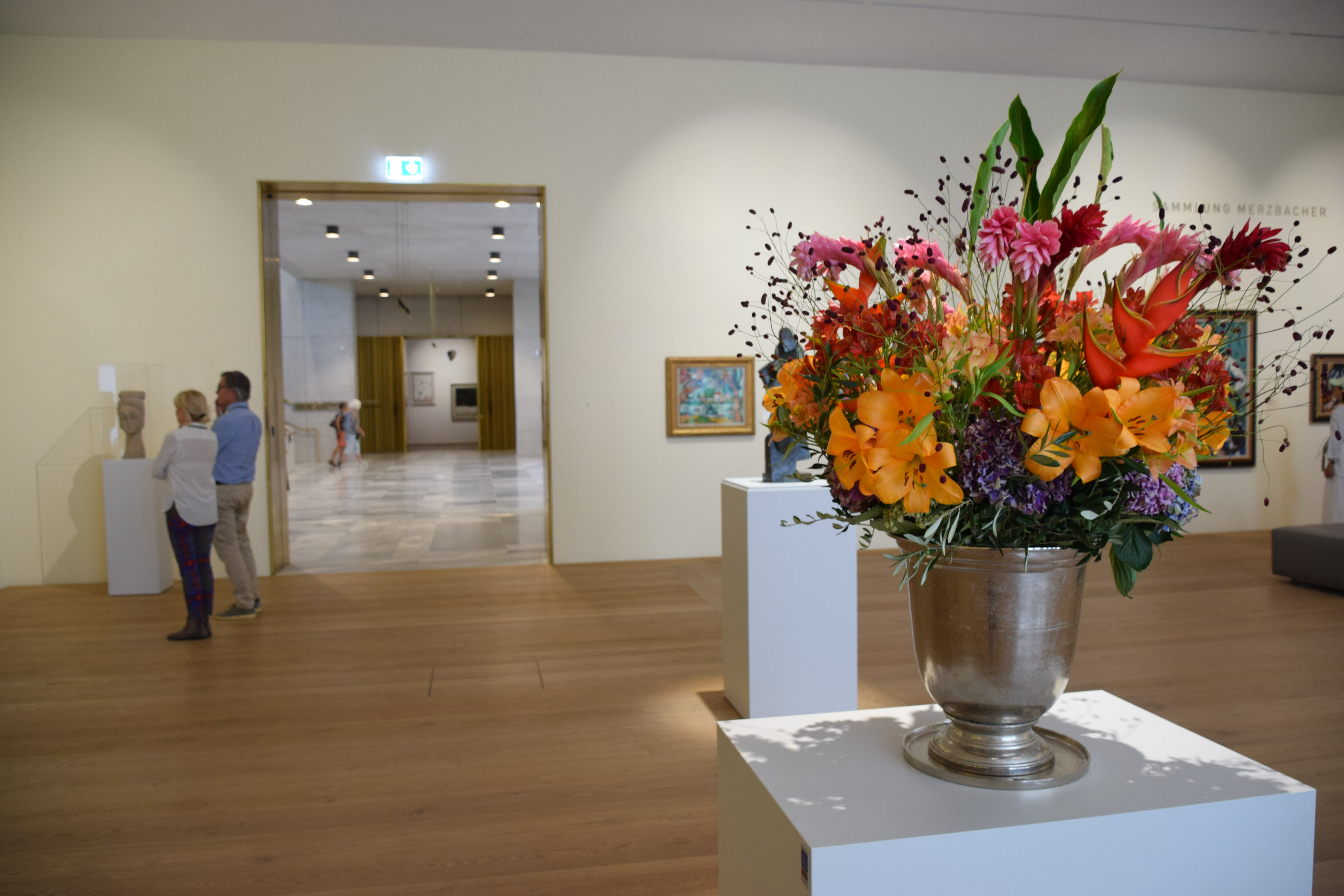
Werner-und-Gabrielle-Merzbacher-Sammlung im ersten Obergeschoss des Erweiterungsbaus, Kunsthaus Zürich, Heimplatz 5, August 2022

Gabrielle und Werner Merzbacher zeigten erstmals im Jahr 1999 öffentlich Bilder aus ihrer Sammlung, anlässlich der Fünfzig-Jahr-Feier des Staates Israel im Jerusalemer Israel-Museum, unter dem Titel The joy of color. Die Sammlung wurde 2001 in vier japanischen Städten vorgestellt, 2002 in der Royal Academy of Arts in London unter dem Titel Masters of Colour, 2006 im Kunsthaus Zürich unter dem Titel Fest der Farbe und 2012 unter dem Titel le mythe de la couleur von der Fondation Pierre Gianadda in Martigny. Für die Ausstellungen konnte Merzbacher hervorragende Kuratoren gewinnen. 2013 gingen die Merzbachers mit einer Auswahl ihrer Fauvisten erneut nach Israel.
Merzbacher, der ohne Agenten sammelte und selbst bei Kunstauktionen kaufte, wurde 2013 mangelnde Sorgfalt bei der Feststellung der Provenienz beim Erwerb des Bildes Diener mit Samowar (1914) von Kasimir Malewitsch vorgeworfen.
In Deutschland zeigte Merzbacher seine Sammlung aus historischen Gründen nicht, er verlieh allerdings in wenigen Fällen einzelne Bilder für Ausstellungen.

## Auszeichnung
- 2023: «Stadttaler», Ehrenmedaille der Stadt Zürich[22]

## Ausstellungskataloge (Auswahl)
- Stephanie Rachum; Ziva Amishai-Maisels (Hrsg.): The joy of color: the Merzbacher collection. DuMont, Köln; Israel Museum, Jerusalem 1998.
- Tobia Bezzola; Linda Schädler (Hrsg.): Fest der Farbe. Die Sammlung Merzbacher-Mayer. Dumont, Köln 2006, ISBN 3-8321-7683-7.
- Stephanie Rachum; John Gage (Hrsg.): Masters of Colour: Derain to Kandinsky; masterpieces from The Merzbacher Collection. Royal Academy of Arts, London 2002.
- Jean-Louis Prat (Hrsg.): Van Gogh, Picasso, Kandinsky: collection Merzbacher, le mythe de la couleur. Fondation Pierre Gianadda, Martigny 2012. dossier de presse